# Leben und Ansichten
Leben und Ansichten (dän.: Levnet og Meeninger) ist die Autobiografie des dänischen Nationaldichters Johannes Ewald. Sie wurde in den Jahren 1774/1778 verfasst, aber erst 1855 vollständig veröffentlicht.

## Entstehungsgeschichte
1773 wurde Johannes Ewald von seiner Mutter und deren Gemeindepfarrer Schønheyder von Kopenhagen in das weiter nördlich am Øresund gelegene Fischerdorf Rungsted gebracht. In Kopenhagen hatte er ein ausschweifendes Leben mit Alkohol und Frauen geführt. Er wohnte im dortigen Wirtshaus, das heutzutage Rungstedlund heißt und als Museum für Karen Blixen genutzt wird. Dort verlebte er bis 1775 zwei seiner glücklichsten Jahre. Er war schriftstellerisch äußerst produktiv. Dort verfasste er auch den größten Teil seiner Autobiografie, die ursprünglich nicht zur Veröffentlichung gedacht war, denn er hatte vor, bürgerlich zu werden. Er hoffte auf eine ausreichend dotierte Titularprofessur und wollte darüber hinaus auch heiraten. Der Text sollte daher den praktischen Zweck einer Verteidigungsschrift erfüllen. Als er seine Gesammelten Schriften zusammenstellte, wurde Leben und Ansichten von ihm nicht mit aufgenommen. Heutzutage gehört es zu den Klassikern der dänischen Literatur.

## Inhalt, Stil und Vorbilder
1759 flüchtete Johannes Ewald mit seinem älteren Bruder aus Kopenhagen Richtung Preußen. Er hatte vor am Siebenjährigen Krieg teilzunehmen, um schnell Karriere zu machen. Er wollte sich verloben mit seiner Angebeteten Arendse Huulegaard, in die er sich kurz zuvor verliebt hatte. Diese Situation ist der Ausgangspunkt von Leben und Ansichten. Die beiden Brüder befinden sich in Hamburg. Während Johannes sich beim preußischen Gesandten meldet und tatsächlich angenommen wird, ist sein Bruder ängstlich und hat die Eltern verständigt. Doch Johannes kann rechtzeitig auf einem Boot entkommen, das die Elbe nach Magdeburg hinunterfährt. Bei einem Halt an einer Zollstelle nimmt er sich vom Vorrat des Kapitäns eine Weinflasche und klettert einen der Hügel an der Elbe hinauf und trinkt. Dies ist nun der Ausgangspunkt für weite Abschweifungen über sein bisheriges Leben und seine Ansichten über Verschiedenes, vor allem den Alkohol und die Liebe.
Stilistisch schwankt das Buch zwischen Beschreibungen, satirischer Schärfe und hochgestimmt poetischen Abschnitten.
Neben der Autobiografie von Jean-Jacques Rousseau, Les Confessions (Die Bekenntnisse), ist, wie schon die Übernahme des Titels erkennen lässt, Leben und Ansichten von Tristram Shandy, Gentleman von Laurence Sterne das große Vorbild von Leben und Ansichten. Dies betrifft nicht nur direkte Anspielungen, sondern auch den durch Abschweifungen gekennzeichneten Stil.

## Ausgaben
- Herr Panthakaks Historie. Levnet og Meeninger. Det danske Sprog- og Litteraturselskab 1988. ISBN 87-418-8487-6. Herausgegeben von Johnny Kondrup.
- Leben und Ansichten. BoD 2011. ISBN 9783844-801361. Übersetzung aus dem Dänischen von Martin Abraham.